# Achelia aspera
Achelia aspera là một loài nhện biển trong họ Ammotheidae. Loài này thuộc chi Achelia. Achelia aspera được miêu tả khoa học năm 1923 bởi Loman.